# 성작 덮개

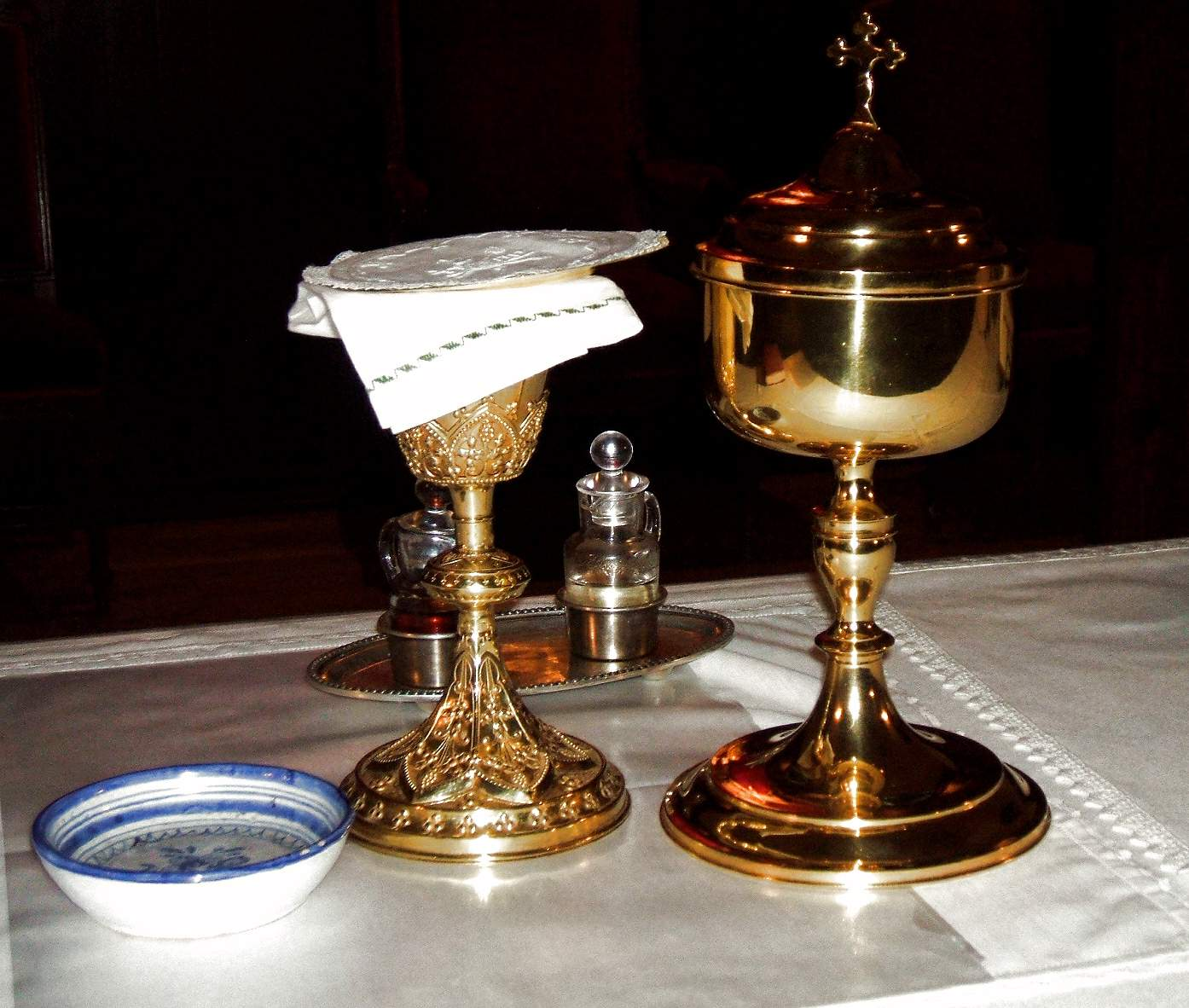
성작 덮개로 덮어 놓은 성작과 성작 수건

성작 덮개(Palla)는 기독교의 전례에서, 특히 가톨릭교회 미사에서 성찬 전례를 거행하는 동안에 성작 안에 먼지나 벌레가 들어가지 못하게 덮어 놓는 전례용품이다.
12~15 cm 크기의 네모난 형태의 딱딱한 종이에 아마포를 씌워 만든다.
미사 전에 성작에는 성작 수건을 걸치고 그 위에 성반을 올리고 그 위에 성작 덮개를 덮어 주수상에 준비해 놓는다.